# Jacobus le Mort

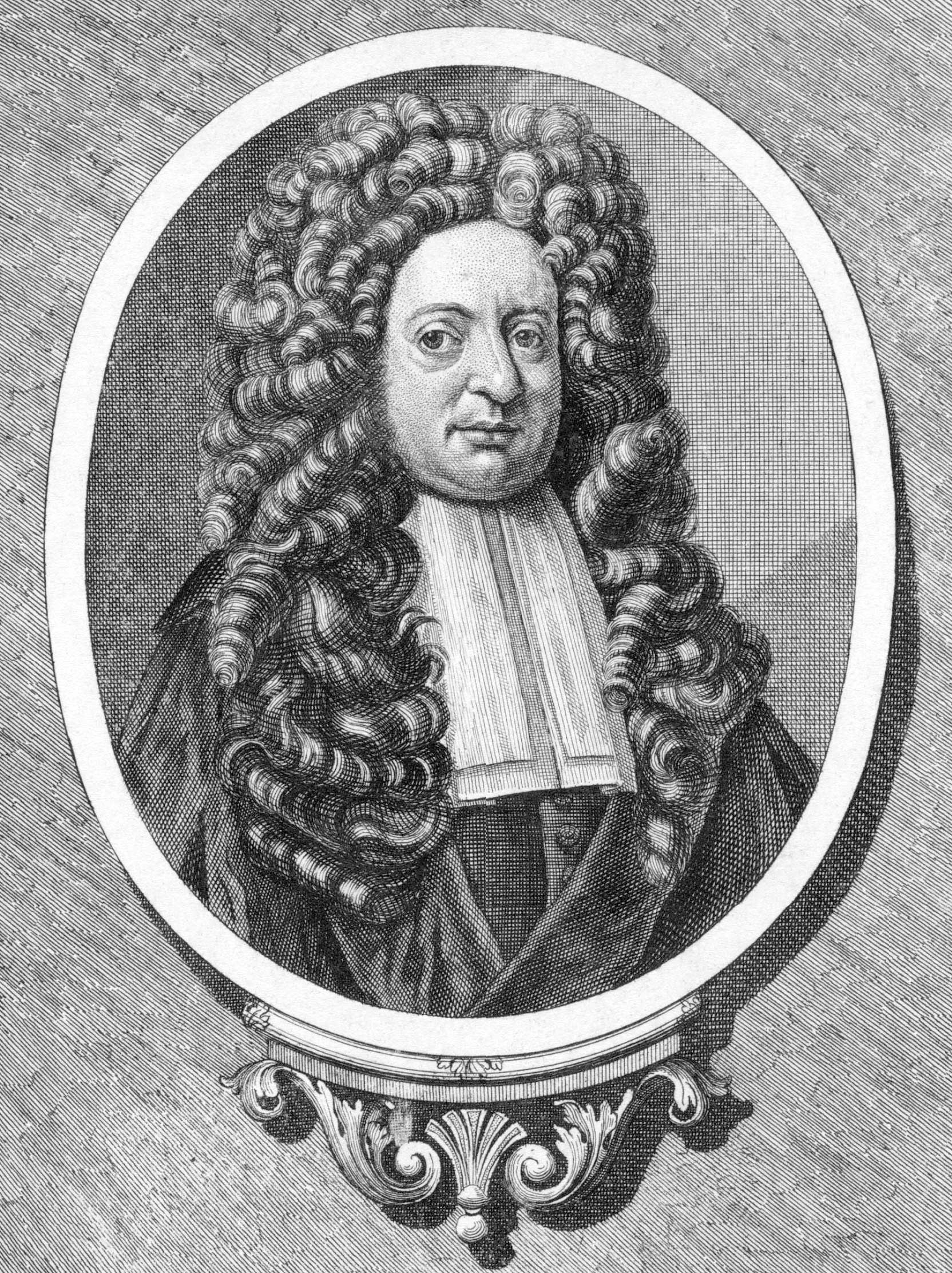
Jacobus le Mort

Jacobus le Mort auch: Jacob la Mort (* 13. Oktober 1650 in Arnhem; † 1. März 1718 in Leiden) war ein niederländischer Chemiker und Mediziner.

## Leben
Er wurde als Sohn des Apothekers Zacharias la Mort, des späteren Labordieners von Carel de Maets, geboren. Ab 1658 besuchte er die Lateinschule in Leiden und am 26. Februar 1664 nahm er an der Universität Leiden ein Studium der Philosophie unter Johannes Raei (1622–1702) und David Stuart (1627–1669) auf. Später studierte er unter Johannes Coccejus, Abraham Heidanus und Johannes Hoornbeek Theologie. Jedoch änderte er bald seine Studienwünsche und folgte dem Vorbild seines Vaters. Nach seinem Studium arbeitete er 1667 in der Apotheke von Johann Rudolph Glauber in Amsterdam und richtete sich nach dessen Tod 1672 in Leiden ein chemisches Labor ein.
Hier hielt er ab 1675 pharmazeutische sowie botanische Vorlesungen und wurde 1677 in das medizinische Kollegium aufgenommen. Zu diesem Zweck promovierte er am 13. Juli 1678 mit der Abhandlung De Medicamentis Galenicis unter Jacob Vallan an der Universität Utrecht zum Doktor der Medizin. 1690 wurde er in Leiden Dozent für Chemie und Leiter des chemischen Labors. Nachdem man ihm schon 1692 die Lehrerlaubnis an der medizinischen Fakultät erteilt hatte, ernannte man ihn am 6. Mai 1702 zum Professor der Chemie und Medizin, welche Tätigkeit er mit der Einführungsrede De concordantia operum naturae, chymiae et medicinae begann. Mit der Lehrstuhlübernahme wurde den chemischen Wissenschaften in Leiden erstmals ein anerkannter Platz in der Leidener Wissenschaftswelt eingeräumt.
Als Mitglied des Lehrkörpers beteiligte er sich auch an den organisatorischen Aufgaben der Leidener Bildungseinrichtung und er war 1706/07 Rektor der Alma Mater, welches Amt er mit der Rede De empirica doctrina medica niederlegte. In seiner Tätigkeit als Chemiker untersuchte er die Fermentationslehre von Franciscus Sylvius, der er wenig abgewinnen konnte. Zudem war er ein Freund der philosophischen Auffassung von René Descartes zu den Molekularkräften und ein Gegner der damaligen Auffassung des Blutkreislaufes, welche er als eine Doctrina cadaverosa ohne wirklichen Nutzen definierte.
Nach seinem Tod übernahm Herman Boerhaave seinen Lehrstuhl für Chemie.

## Werke
- Compendium chemicum. Leiden 1680
- Christophori Love Morley Collectanea chymica Leydensia, id est, Maetsiana, Marggraviana, Lemortiana: trium chymiae Professorum Leydensium Opus, quingeniis et amplius processibus adornatum, ordine alphabetico. Leiden 1684
- Chemia Medico-physica, rationibus et experimentis instructa, brevi et facili viâ processus Spagyricos ritè et artificiosè ad finem perducendi normam exhibens. Cui annexa est Metallurgia contracta, succinctam Metallorum cognitionem demonstrans. Leiden 1664, 1699, Amsterdam 1696
- Metallurgia contracta, rationibus et experimentis instructa. Leiden, 1696,
- Medico-physica.Pharmacia Medico-Physica, rationibus et experimentis instructa, accuratiore methodo adornata, nec non observationibus medicis illustrata. Leiden 1684, auch unter dem Titel: Pharmacia rationibus et experimentis auctioribus instructa, methodo Galenico-Chymicâ adornata. Seneca Epistolâ 33. Ego utar viâ veteri, sed si propiorem planioremque invenero, hanc muniam. Qui ante nos noverunt ista, non Domini nostri, sed Duces sunt. Leiden 1688, erschienen
- Chymia, rationibus et experimentis auscioribus, iisque demonstratisis superstructa,in qua malevolorum calumniae modeste simul diluuntur. Leiden, 1688,
- Idea Actionis corporum, motum intestinum, praesertim fermentationem delineans. Leiden 1693
- Chymiae verae nobilitas et utilitas in Physicâ Corpusculari, Theoriâ Medicâ, ejusque materia et signis, ad majorem perfectionem deducendis. o. J, o. O.,
- Fundamenta nov-antiqua Theoriae Medicae ad Naturae operas revocata, superstructa fluido corporum exercitio, Chymiae nobilioris experientiâ suffultâ. Leiden 1700
- Oratio de concordantiae operam naturae chymiae et medicinae. Leiden, 1702,
- Theoriae Mechanica Physico-Medica Delineatio. Leiden 1705
- Facies et pulchritudo Chymiae ab affictis maculis puriflcata, ad veras naturas et suae artis leges exornata. Leiden 1712